# 淀かほる
淀 かほる（よど かおる、1930年1月2日 - 1993年9月19日）は、女優（元宝塚歌劇団花組主演男役）。旧芸名は淀 かをる。
大阪府大阪市大淀区（現・北区）出身。安治川女子工業学校出身。本名は上村 貞子（旧姓：金延）。宝塚歌劇団時代の愛称はノブさん（旧姓より）。宝塚歌劇団時代の公称身長160cm。シンガーソングライターの金延幸子は実妹。

## 来歴
1947年、宝塚歌劇団34期生として『春のおどり（世界の花）』で初舞台。同期に八千草薫らがいる。宝塚入団時の成績は50人中18位。
1958年に『三つのワルツ』で、寿美花代と大路三千緒とともに芸術祭奨励賞（大衆演劇の部）を受賞する。1963年に再び芸術祭奨励賞受賞。
主演男役（現在のような固定でない）を務めた後1963年1月1日付で演劇専科へ組替、1966年5月30日付で宝塚退団。最終出演公演の演目は雪組公演『あゝそは彼の人か』である。
在団中は男役でありながらソプラノの持ち主として知られ、これを生かし男役のみならず娘役・女役も多く演じた異色の主演男役であった。
退団後は女優として活動。私生活では結婚（夫は歯科医）・出産や、芸名表記の「淀 かおる」への改称をはさんで永年にわたり日本のミュージカル（特に東宝）シーンを演技面・歌唱面で支える活躍を見せた。1978年菊田一夫演劇賞受賞、1985年にも菊田一夫演劇賞特別賞を受賞している。
1993年9月19日、腎臓癌のため死去。63歳没。
2014年、宝塚歌劇団100周年記念で設立された『宝塚歌劇の殿堂』最初の100人の一人として殿堂入り。

## 宝塚歌劇団時代の主な舞台出演
1947年
- 4月1日 - 4月29日『マノン・レスコオ』『春のおどり（世界の花）』（花組）（初舞台）（宝塚大劇場）

1952年
- 11月1日 - 11月30日『巴里の騎士』『かぐや姫』（花組）（宝塚大劇場）

1953年
- 5月1日 - 5月31日『春の踊り（花の宝塚）』（花組）（宝塚大劇場）
- 9月1日 - 9月29日『桃太郎記』（花組）（宝塚大劇場）

1954年
- 3月3日 - 3月30日『みにくい家鴨の子』（花組）（宝塚大劇場）
- 7月1日 - 7月30日『笛吹童子』『黄金の河』（花組）（宝塚大劇場）
- 8月1日 - 8月30日『ラヴ・パレード』（星組）（宝塚大劇場）
- 12月1日 - 12月27日『君の名は（ワルシャワの恋の物語）』（星組）（宝塚大劇場）

1955年
- 4月1日 - 4月29日『眠れる美女』『春の踊り（レインボウ宝塚）』（花組）（宝塚大劇場）
- 8月2日 - 8月30日『キスメット』（花組）（宝塚大劇場）

1956年
- 4月1日 - 4月29日『聯隊の娘』『春の踊り（美しき日本）』（花組）（宝塚大劇場）
- 7月1日 - 7月30日『帰らざる女』（花組）（宝塚大劇場）
- 10月2日 - 10月30日『夜霧の女』（雪組）（宝塚大劇場）
- 11月2日 - 11月27日『ラヴ・パレード』（星組）（東京宝塚劇場）

1957年
- 1月1日 - 1月29日『宝塚おどり絵巻』『メリーウイドウ』（花組）（宝塚大劇場）
- 8月1日 - 8月30日『即興詩人』『モン・パリ』（雪組）（宝塚大劇場）
- 9月1日 - 9月29日『赤と黒』（花組）（宝塚大劇場）
- 12月1日 - 12月25日『年忘れ狸御殿』『花姿宝塚踊り』（全組合同）（梅田コマ劇場）

1958年
- 3月26日 - 4月29日『淀君』『花の中の子供たち』（花組）（宝塚大劇場）
- 7月2日 - 7月30日『舞踊一代』『三つのワルツ』（花組）（宝塚大劇場）＊この作品で芸術祭奨励賞受賞
- 8月2日 - 8月31日『ブロードウェイ・シンデレラ』『花の中の子供たち』（月組）（東京宝塚劇場）
- 10月31日 - 11月28日『三つのワルツ』（星組）（東京宝塚劇場）
- 12月2日 - 12月26日『カレンダー・ガールス』（花・月・雪合同）（宝塚大劇場）

1959年
- 3月1日 - 3月24日『椿姫』（花組）（宝塚大劇場）
- 6月2日 - 6月29日『家なき天使』『アルプスへの招待』（花組）（宝塚大劇場）
- 10月1日 - 10月30日『アモーレ（愛）』（星組）（宝塚大劇場）
- 11月1日 - 11月30日『猫と小僧と人形』『君ありてこそ』（花組）（宝塚大劇場）

1960年
- 2月3日 - 2月28日『燃える氷河』（花組）（宝塚大劇場）
- 3月2日 - 3月23日『扇』『燃える氷河』（雪組）（宝塚大劇場）
- 6月1日 - 6月29日『阿波踊り（わらべ唄風土記）』『東京の空の下』（花組）（宝塚大劇場）
- 10月1日 - 10月30日『天守物語』『ショウ・イズ・オン』（月組）（宝塚大劇場）
- 11月1日 - 11月30日『狐と雨と花』『ショウ・イズ・オン』（花組）（宝塚大劇場）

1961年
- 3月1日 - 3月21日『世はかげろうの物語』『ポニイ・レディー』（花組）（宝塚大劇場）
- 3月23日 - 4月30日『春の踊り』『サルタンバンク』（月組）（宝塚大劇場）
- 5月2日 - 5月31日『春の踊り』『サルタンバンク』（花組）（宝塚大劇場）
- 11月1日 - 11月26日『幸せがいっぱい』（花組）（宝塚大劇場）
- 12月1日 - 12月25日『宝塚百花譜（ハナクラベ）』『華麗なる千拍子』（全組合同）（梅田コマスタジアム）

1962年
- 2月3日 - 2月27日『春の饗宴』『レ・ガールス－魅せられし女性論－』（花組）（宝塚大劇場）
- 6月2日 - 7月1日『哀愁の巴里』（花組）（宝塚大劇場）
- 8月1日 - 9月2日『皇帝と魔女』（花組）（宝塚大劇場）

1963年
- 1月1日 - 1月31日『春宵夢』『タカラジェンヌに栄光あれ』（花・星組合同）（宝塚大劇場）
- 5月1日 - 6月2日『霧深きエルベのほとり』（月組）（宝塚大劇場）
- 10月31日 - 11月29日『白い天使たちの歌』（雪組）（宝塚大劇場）

1964年
- 1月1日 - 1月28日『これぞ!タカラヅカ』（花・雪組）（新宿コマ劇場）
- 4月4日 - 4月29日『シャングリラ』（星組）（東京宝塚劇場）
- 5月7日 - 5月31日『宝寿』『レビュー・オブ・レビューズ』（花・雪合同）（宝塚大劇場）
- 8月4日 - 8月31日『ユンタ』『日本の旋律』（月組）（宝塚大劇場）
- 10月31日 - 11月30日『シャングリラ』（星組）（宝塚大劇場）

1965年
- 1月2日 - 2月28日『サウンド・オブ・ミュージック』（芸術座）※外部出演
- 4月『王様と私』（梅田コマ劇場）※外部出演
- 8月3日 - 8月27日『天使が見ている』（花組）（東京宝塚劇場）
- 10月2日 - 10月28日『海の花天女』『レインボー・タカラヅカ』（月組）（宝塚大劇場）
- 12月『王様と私』（東京宝塚劇場）※外部出演

1966年
- 1月2日 - 1月30日『憂愁夫人』『レインボー・タカラヅカ』（月組）（新宿コマ劇場）
- 3月2日 - 3月23日『あゝそは彼の人か』（雪組）（宝塚大劇場）
- 4月2日 - 4月27日『あゝそは彼の人か』（花組）（東京宝塚劇場）

## 宝塚退団後の舞台出演
- 『風と共に去りぬ』（1966年・1967年・1968年・1974年、帝国劇場）- メラニー・ハミルトン 役
- 『屋根の上のバイオリン弾き』（1967年・1976年）-　ツァイテル役、（1978年・1980年・1982年・1984年・1986年）- ゴールデ役
- 『心をつなぐ6ペンス』（1967年）
- 『忠臣蔵』（1968年）
- 『若きウェルテルの悲しみ』（1969年）
- 『細雪』（1970年） - 鶴子 役
- 『おお!大忠臣蔵』（1970年）
- 『風林火山』（1971年）
- 『新・平家物語　絢爛豪華な源平絵巻』（1973年）
- 『王様と私』（1973年・1976年・1980年・1989年）
- 『ザ・サウンド・オブ・ミュージック』（1975年） - マリア・ライナー役
- 『大文字屋の嫁』（1981年）
- 『ロミオとジュリエット　'83』（1983年）
- 『キャバレー』（1983年）
- 『花舞』（1985年）
- 『伯爵夫人の肖像』（1985年）
- 『シカゴ -ミュージカル・ボードビル-』（1985年）
- 『お与津御寮人』（1986年）
- 『毒薬と老嬢』（1991年）